# 2019冠状病毒病摩纳哥疫情
2019冠状病毒病摩纳哥疫情，介绍在2019新型冠狀病毒疫情中，在摩纳哥发生的情况。

## 时间轴

### 2020年3月
2020年2月28日，摩纳哥确诊首例2019冠状病毒病病例，已被隔离，将送往法国尼斯治疗。
3月12日，摩纳哥确诊第2例2019冠状病毒病病例，在格蕾丝王妃中心医院收治后确诊。
3月14日，摩纳哥确诊第3例病例，在格蕾丝王妃中心医院收治后确诊，在家隔离。
3月15日，新增4例确诊病例，累计确诊7例。
3月16日，摩纳哥国务大臣塞尔日·特勒确认其新型冠状病毒肺炎检测为阳性，为该国第9例确诊病例。
3月19日，新增2例确诊病例，累计确诊11例。摩纳哥亲王阿尔贝二世确诊感染新型冠状病毒肺炎，为该国第10例确诊病例，也是全球首位感染的国家元首。
3月20日，报告第12例确诊病例。
3月21日，新增6例确诊病例，累计确诊18例。
3月22日，新增5例确诊病例，累计确诊23例。开始实行宵禁自晚上10点至凌晨5点，违者最高罚款200欧元。
3月24日，新增4例确诊病例，累计确诊27例；累计治愈1例。
3月25日，新增4例确诊病例，累计确诊31例。
3月26日，新增2例确诊病例，累计确诊33例。
3月27日，新增9例确诊病例，累计确诊42例。原决定维持2周的宵禁延长到4月15日。
3月28日，报告第43例确诊病例；报告首例死亡病例，为80余岁女性，非摩纳哥本地人，25日在格蕾丝王妃医院接受住院治疗，由于严重心脏病宣告不治去世。
3月29日，新增3例确诊病例，累计确诊46例。
3月30日，新增3例确诊病例，累计确诊49例。
3月31日，新增3例确诊病例，累计确诊52例。同日，亲王阿尔贝二世恢复健康。

### 4月
4月1日，新增3例确诊病例，累计确诊55例。
4月2日，新增确诊5例，累计60例。
4月3日，新增确诊4例，累计64例。
4月4日，新增确诊2例，累计66例。新增3例治愈，其中包括塞尔日·特勒。
4月5日，新增确诊7例，累计73例。
4月6日，新增确诊4例，累计77例。
4月7日，新增确诊2例，累计79例。
4月8日，新增确诊2例，累计81例，10例正在医院接受治疗，其中5例接受重症监护。
4月9日，新增确诊3例，累计84例，11例正在医院接受治疗，其中3例接受重症监护。
4月10日，新增确诊6例，累计90例，9例正在医院接受治疗，其中4例接受重症监护。
4月11日，新增确诊2例，累计92例，8例正在医院接受治疗，其中4例接受重症监护。
4月12日，新增确诊1例，累计93例，9例正在医院接受治疗，其中5例接受重症监护。
4月17日，新增确诊1例，累计94例，7例正在医院接受治疗，其中3例接受重症监护。新增死亡2例，累计死亡3例。